# Division électorale (Irlande)
Pour un article plus général, voir Organisation territoriale de l'Irlande (pays).

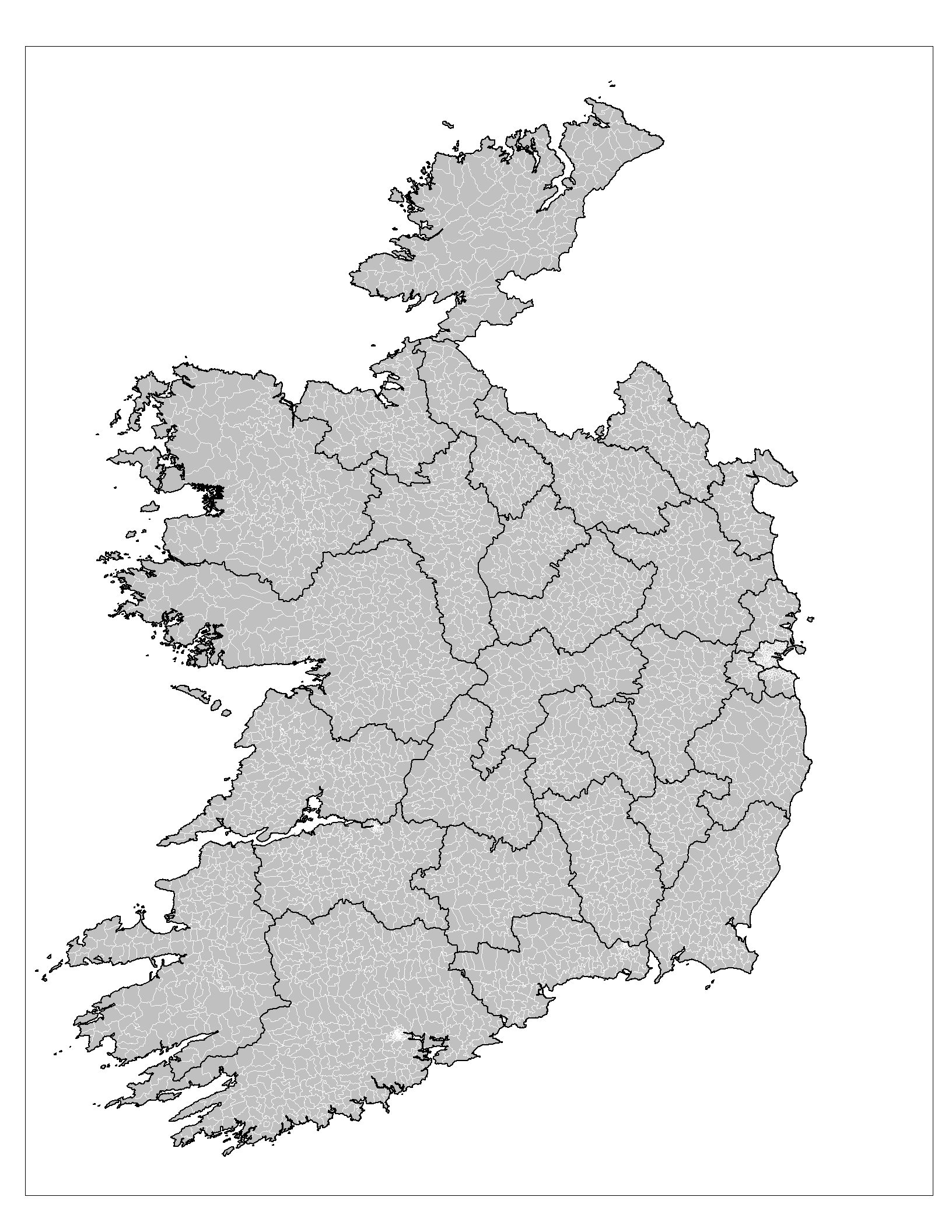
Divisions électorales de la république d'Irlande.

Une division électorale, en anglais electoral divisions est une subdivision de base de l'Irlande. Elle était appelée district electoral division, aussi abrégé DED mais en 1994, les divisions électorales et les wards (l'équivalent des DED dans les county boroughs) ont fusionné, entraînant le changement de nom.
Ces divisions sont les plus petites divisions administratives utilisées par l’État à des fins statistiques. Elles sont au nombre 3 440.
Elles correspondent au niveau deux des unités administratives locales (LAU 2) définies par Eurostat.